# Lago Dümmer
El lago Dümmer (en alemán: Dümmersee) es un lago situado en el distrito de Ludwigslust-Parchim, en el estado de Mecklemburgo-Pomerania Occidental (Alemania), a una altitud de 45.5 metros; tiene un área de 159 hectáreas.